# 卡拉瓦亞省
卡拉瓦亞省（西班牙語：Provincia de Carabaya），是秘魯的省份，位於該國東南部普諾大區，首府是馬庫薩尼，海拔高度4,315米，面積12,266平方公里，2007年人口73,946，人口密度每平方公里6.03人。